# SC Lusitânia
Der Sport Clube Lusitânia ist ein portugiesischer Fußballverein aus Angra do Heroísmo. Aktuell spielt der Verein in der dritten portugiesischen Liga.

## Geschichte
Der SC Lusitânia wurde am 22. Juni 1922 gegründet. Im Jahre 1963/64 erreichte der Verein das Halbfinale des portugiesischen Fußballpokals und damit den bisher größten Erfolg seiner Vereinsgeschichte.

## Ligazugehörigkeit ab 1979
| - 1979–81: Terceira Divisão - 1981–82: Segunda Divisão - 1982–86: Terceira Divisão - 1986–88: Segunda Divisão - 1988–91: Terceira Divisão - 1991–92: Segunda Divisão - 1992–97: Terceira Divisão |  | - 1997–98: Segunda Divisão - 1998–99: Terceira Divisão - 1999–00: Segunda Divisão - 2000–01: Terceira Divisão - 2001–05: Segunda Divisão - 2005–06: Terceira Divisão - 2006–08: Segunda Divisão |  | - 2008–12: Terceira Divisão - 2012–13: Segunda Divisão - 2013–20??: Campeonatos Distritais de Primeiro Nível - 20??–2024: Campeonato Nacional de Seniores - 2024–0000: Liga 3 |

## Andere Abteilungen
Die Basketball-Mannschaft des SC Lusitânia spielt in der höchsten portugiesischen Liga.